# 베르나르 플랑타뷜리

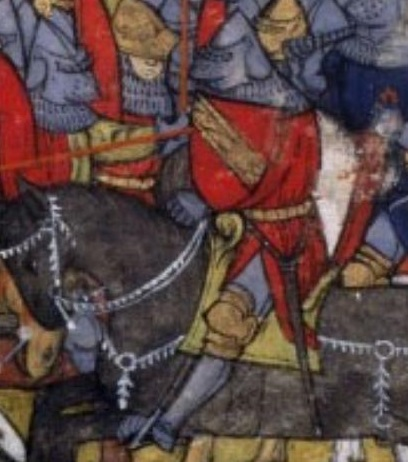

베르나르 플랑타뷜리(Bernard Plantevelue, 840년/841년 5월 22일 ~ 886년 8월) 또는 베르나르 플랑타빌로사(Bernard Plantapilosa)는 프랑크 왕국의 귀족, 영주로 툴루즈 백작, 오베르뉴 백작(comtes Auvergne)이자 마콩 백작(counts of Mâcon), 고티아의 영주였다. 그밖에 그는 857년부터 868년 브로이드 수도원(lay abbot of Brioude)의 원장이었다.
그는 872년부터 사망할 때까지 오베르뉴의 백작이었다. 885년 비만왕 카를 3세는 그에게 특별히 아키텐 후작(Margrave of Aquitaine)에 임명했는데, 쪼개졌던 이 영지는 그대로 훗날 아키텐 공작령으로 재탄생되었다.

## 생애

### 베르덩 조약 이전
셉티마니아의 베른하르트와 두오다의 아들로 태어났으며, 할아버지는 기욤 드 젤론(Guillaume de Gellone다. 841년생 설 외에도 Liber Manualis에 의하면 그는 루트비히 경건왕이 죽던 해에 우제즈(Uzès)에서 출생했다는 기록이 있다. 별명 플랑타뷜리 혹은 플랑타빌로사(Plantapilosa)는 종종 "털난 발(Hairy feet 또는 Hairypaws)"에서 유래했다는 설이 있으며, 플란타(planta)는 라틴어로 "발바닥"을 의미한다. 다른 설에 의하면 프린켑스 필리투스(princeps pilitus) 또는 가시덤불 통치자(prince fourré)라는 별명의 변형이라고도 한다. 할아버지는 기욤 드 젤론느이고, 증조부는 오툉의 테오도리히로 메로빙거 왕조의 후손이었다. 오툉의 테오도리히 4세는 카를 마르텔의 딸 알다와 결혼했고, 알다는 베르나르의 증조모였다.
아버지 셉티마니아의 베른하르트는 840년~843년의 시민 전쟁 당시 아키텐의 피핀 2세를 지지했고, 그의 편에 서서 싸웠다. 셉티마니아의 베른하르트는 842년 7월 대머리 카를이 보낸 아크프리트를 축출했고, 아키텐의 피핀 2세의 편에 서서 싸우다가 844년 대머리 카를 2세가 군사를 이끌고 툴루즈성을 공략, 성이 함락되자 체포되어 참수당했다. 베르나르의 가족은 피신했고, 대머리 카를은 그의 가족의 모든 재산을 몰수하였다.

### 서프랑크 왕실의 가신
후일 대머리 카를 2세의 호의로 귀국, 베르나르는 아우툰(오툉) 백작(Count of Autun)에 임명, 864년부터 869년 아우툰(오툉) 백작이었다. 869년 그는 로베르 르 포르, 포아투 백작 라미눌프(Ramnulf I)와 영토 분쟁으로 싸웠다. 그는 곧 그의 아버지의 죽음을 복수할 목적으로, 대머리 카를 2세에 대한 반란을 꾸민 것으로 의심받아 다시 추방되었다. 그해에 그는 곧 사면되었다.
그는 곧 대머리 카를로부터 아키타니아의 분봉왕으로 임명된 루도비쿠스 2세 발부스를 보좌할 목적으로 아키텐에 파견되었다. 베르나르 플랑타뷜리는 분봉왕 루도비쿠스 2세 발부스의 가장 가까운 조언자가 되었다.
868년 이전에 그는 셉티마니아 후작과 고티아 영주에 임명되었다.
870년대 초 그는 영토를 확장, 리무쟁과 퀘시를 공략했다. 그는 이 지역을 자신의 아버지에게 물려받은 것으로 여기고 점령했으나 곧 로베르 르 포르가 반발, 그의 공격을 받았다. 로베르 르 포르와의 전투에서 그는 베리(Berry)와 포르츠(Forez)를 추가로 획득한다. 872년 그는 툴루즈 백작 베르나르 황소백작(Bernard Le Veau)의 암살을 사주, 그해 리에주 백작(comtes de Rouergue)직을 차지했으나, 대머리 카를 2세은 이를 문제삼지 않았다.
876년 10월 8일 대머리 카를 2세를 따라 종군, 안더나흐 전투 (876년 10월)에 종군했다. 독일인 루트비히 2세가 죽자 대머리 카를은 동부 로타링기아를 합병하려 했고, 876년 가을, 그는 군사를 이끌고 로타링기아로 가는 서프랑크의 대머리 대머리 카를 2세를 종군했다. 동 로트링겐에서 대머리 카를의 군대와 교전하여 물리친 뒤 청년 루트비히와 대머리 카를은 876년 10월 안더나흐에서 맞붙었다. 877년 10월 8일 안더나흐에서 서프랑크 군을 최종적으로 격퇴하였다. 전략과 수적으로 모두 우월했던 동프랑크의 군이었으나 루트비히는 군사들에게 모두 흰 옷을 입혀 망령 군대처럼 보이게 했고, 밤에 이들을 본 서프랑크의 군사들은 귀신으로 보고 놀라서 달아났다. 병사들은 우왕좌왕 도주하거나 실신해서 쓰러졌고 카를 2세는 당황해하며 되돌아갔다.
이때 대머리 카를을 따라 종군한 제롬 백작과 라그니에르가 사망했으며, 베르나르 플랑타빌리는 백작 아달하르드(Adalhard), 파리 주교 고즐린(Gauzlin)과 같이 청년 루트비히에게 포로로 붙잡혔다가, 곧 풀려났다. 876년 그는 고티아의 영주직에서 해임되고, 고티아의 베르나르(Bernard of Gothia)로 대체되었다.
877년 10월 6일 대머리 카를 2세가 죽고 그 아들 말더듬이 루이 2세가 즉위하자, 그는 서프랑크 왕국 내에서 실권을 행사할 수 있었다. 그는 곧 고티아를 차지한 고티아의 베르나르를 상대로 전쟁, 고티아의 베르나르를 암살, 제거하는데 성공한다. 그러나 그는 고티아 영주 직을 얻지 못했고, 한참 뒤 비만왕 카를의 배려로 고티아에 복귀한다.

### 생애 후반
말더듬이 루이 2세는 즉위 초 서프랑크 왕국 내 귀족들의 발호를 두려워해, 수상과 궁정 행정관들을 비롯하여 각료들을 해임, 교체하려 했다. 귀족들은 자신들을 지켜주는 대가로 충성하는 것이라 여겼는데, 말더듬이 루이 2세가 귀족들의 영향력을 억제하려 들자, 각처에서 반란을 일으켰다. 879년 4월 초 베르나르 플랑타뷜리는 혼란을 틈타 말더듬이 루이에 대해 반란을 일으켰고, 말더듬이 루이는 그를 치기 위해 군사를 일으키던 중 사망했다.
884년 그는 프로방스의 보소 5세가 자립하자 샤를로망 3세을 따라, 보소 5세를 치는 전투에 출정했다. 프로방스의 보소 5세와의 싸움 끝에 마콩의 일부를 얻고 마콩 백작직을 차지했다. 884년 보소와의 전투에 참여한 일로 비만왕 카를 3세로부터 리요네를 받았다. 884년 비만왕 카를 3세는 그를 다시 고티아의 영주에 임명했다.
그의 가계는 메로빙거 왕조의 혈통이었고, 이를 근거로 그의 외손자 아키텐공 기욤 2세은 923년 한때 서프랑크 왕국의 국왕으로 선출된 라울에 반기를 들고, 왕위를 요구하기도 했다.

## 같이 보기
- 메르센 조약
- 안더나흐의 전투 (876년 10월)

## 참고 자료
- MacLean, Simon. Kingship and Politics in the Late Ninth Century: Charles the Fat and the end of the Carolingian Empire. Cambridge University Press: 2003.
- Hummer, Hans J. Politics and Power in Early Medieval Europe: Alsace and the Frankish Realm 600–1000. Cambridge University Press: 2005.
- Constance Brittain Bouchard: „Those of my blood“. Constructing Noble Families in Medieval Francia (= The Middle Ages Series). University of Pennsylvania Press, Philadelphia PA 2001, ISBN 0-8122-3590-8.
- Frédéric de Gournay, Le Rouergue au tournant de l'an mil: de l'ordre carolingien à l'ordre féodal, IXe-XIIe siècle [archive], Société des lettres, sciences et arts de l'Aveyron, 2004.
- Christian Lauranson-Rosaz, L’Auvergne dans le contexte politique des VIlle-Xe siècles, Thèse d'État, 1997.
- Christian Settipani, La noblesse du Midi carolingien : études sur quelques grandes familles d'Aquitaine et du Languedoc du IXème au XIème siècles - Toulousain, Périgord, Limousin, Poitou, Auvergne, éd. Prosopographica et Genealogica 2004. (ISBN 978-1-900934-04-6)